# Hermann Killmeyer

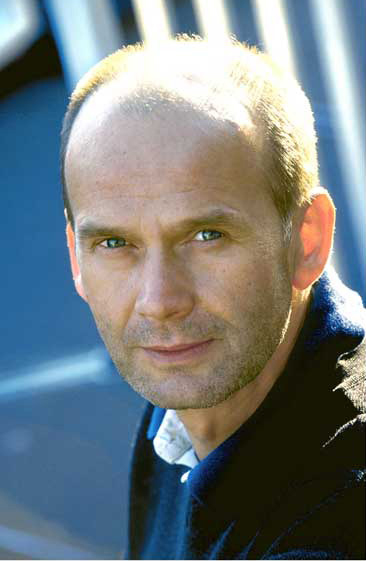
Hermann Killmeyer 2008

Hermann Killmeyer (* 24. Oktober 1960 in Wien) ist ein österreichischer Schauspieler, Schauspiellehrer und Schauspielcoach in Hamburg.

## Leben und Wirken
1974 begann er eine Ausbildung am Max-Reinhardt-Seminar, Universität für Musik und darstellende Kunst Wien, die er 1976 abschloss.
Danach spielte er große Rollen am Theater in der Josefstadt, am Wiener Burgtheater, am Hamburger Thalia Theater (u. a. Moritz Stiefel in Frühlings Erwachen oder in der deutschen Wiederaufführung von Der Reigen) und den städtischen Bühnen Bonn.
Hermann Killmeyer spielte in preisgekrönten Kinofilmen und Fernsehformaten wie Engel aus Eisen, Tag der Idioten, Großstadtrevier und Tatort. Er arbeitete mit den Regisseuren Giorgio Strehler, Hark Bohm, Klaus Emmerich, David Mouchtar-Samorai, Thomas Brasch, Werner Schroeter, Jürgen Roland, Doris Dörrie und Ewa Teilmans zusammen. 2006 war er als Sprecher in den Hörspielen Der Beruf des Vaters (WDR) und Die Künstlerkolonie (Radio Bremen) zu hören.
Hermann Killmeyer arbeitet in Hamburg als Schauspielcoach. Nachdem er 1994 für die Studio Hamburg-Filmproduktionen „St. Angela“ und „Alphateam“ als Darsteller-Coach angestellt wurde, gründete Hermann Killmeyer 1994 eine eigene Firma und veranstaltete die ersten Camera-Acting-Workshops in Deutschland. Mittlerweile gehört Hermann Killmeyer zu den hervorragenden Spezialisten in Sachen Filmschauspieltraining und Coaching. Seit 1995 leitet er das Studio, führt Regie und widmet sich Lehrtätigkeiten im Bereich der Schauspielerausbildung. 2025 schrieb er das Buch: Zwischen Handwerk und Kunst.
"Schauspiel – Die Grundlagen lebendiger Wahrheit." der seine jahrzehntelange Erfahrung und seine Arbeit mit den großen Schauspieltheorien in einem professionellen Ton zusammenfasst.
Von 2016 bis 2023 wirkte er als Schauspieler auch am Stadttheater Aachen. Besonders herausragend war seine Darstellung des Claus Uhlenspiegel, Tylls Vater. In dieser Rolle verkörperte er den Müller, der aufgrund seines Mutes und seiner Klugheit grausame Folterungen und schließlich die Hinrichtung erleidet. Diese Darstellung wurde von den Aachener Nachrichten als besonders eindrucksvoll gewürdigt, wobei Killmeyers kraftvolle und vielschichtige Interpretation des Charakters hervorgehoben wurde. Die Kritiker lobten insbesondere die Intensität, mit der er die Qualen und die innere Stärke seiner Figur zum Ausdruck brachte.
Hermann Killmeyer ist ein Neffe sowohl von Karl Killmeyer österreichischer Speedway Legende als auch von Erwin Felzmann, ehemaliger Präsident des Obersten Gerichtshofes in Österreich.

## Filmografie (Auswahl)
- 1976: Der junge Freud
- 1978: Der Fehlschuss
- 1976: Schweyk
- 1979: Im Herzen des Hurrican
- 1980: Engel aus Eisen
- 1981: Tag der Idioten
- 1991: Großstadtrevier – Tod auf Raten
- 1992: Großstadtrevier – Der Besuch
- 1993: Ein Mann am Zug
- 1993: Tatort – Tod eines Polizisten
- 1995: Großstadtrevier – Wühlmäuse
- 1996: Faust
- 1997: Dr. Mad – Halbtot in Weiß
- 1998: Der Hurenstreik
- 2000: Der Briefbomber
- 2002: Das Problem ist meine Frau
- 2007: Tatort: Das Ende des Schweigens
- 2008: Die Wehrmacht – Spieldoku
- 2010: Die Jagd nach Dr. Tod – Spieldoku

## Theaterengagements (Auswahl)
- 1976: Blutnummern Rolle: Sohni (Werkstatt im Kärntnertor)
- 1977: Die Hochzeit des Papstes Rolle: Lorry, (Theater der Courage, Wien)
- 1978: Der Schwan Franz Molnar, Rolle: Prinz Georg (Theater in der Josefstadt, Wien)
- 1979: Das Spiel der Mächtigen nach Shakespeare, Rolle: Soldat (Burgtheater Wien)
- 1980: Germinal Emile Zola, Rolle: Jeanlin Maheu (Ensembletheater)
- 1980: Leonce und Lena Büchner, Rolle: Valerio (Studio Theater, München)
- 1980: Frühlingserwachen Frank Wedekind, Rolle: Moritz Stiefel, (Thalia Theater Hamburg)
- 1981: Ist das nicht mein Leben Rolle: John (Thalia Theater Hamburg)
- 1984: Der Reigen Arthur Schnitzler, Rolle: Franz, Soldat (Thalia Theater Hamburg)
- 1985: Bitterer Honig Rolle: Geoffrey (Thalia Theater Hamburg)
- 1986: Begrabt die Toten (Rolle: Lewy, Städtische Bühnen Bonn)
- 1986: Extremities, William Mastrosimone, Rolle: Raul, Kulturamt Wien/Theater zum Äußersten/Moulin Rouge Wien
- 1987: Ein Hungerkünstler/Brief an den Vater, Franz Kafka, Rollen: Franz Kafka, Hungerkünstler „Studiotheater München“
- 1988: Beggar's Opera/John Gay, Rolle: Lockit, Polizeichef „Reutlinger Theater Die Tonne“
- 1989: In der Einsamkeit der Baumwollfelder, Bernard-Marie Koltès, Rolle: Dealer, Reutlinger Theater Die Tonne
- 1990: Yvonne, die Burgunderprinzessin, Witold Gombrowicz Rolle: Prinz Philip, Reutlinger Theater Die Tonne
- 1991: Hexenkessel/Deutschland-Projekt, UA/Gerd Knappe und Gerhard Majer, Rollen: Yuppie und Mitte, (Reutlinger Theater Die Tonne)
- 1992: Antigone Rolle: Kreon (Reutlinger Theater)
- 2000: Ausser Kontrolle Rolle: Hotelmanager (Ernst-Deutsch-Theater)
- 2000: Der Talisman (Ernst-Deutsch-Theater)
- 2003: Liebe, List und Leidenschaft (Konzertdirektion Landgraf)
- 2004: Ein Hungerkünstler / Brief an den Vater (Landestheater Tübingen, Stuttgart,)
- 2006: 36 Stunden Horvath Matinee mit Maria Emo und Hermann Killmeyer (Thalia Theater Hamburg)
- 2016: Fiddler on the Roof, Anatevka Rolle: Kommissar (Theater Aachen)
- 2017: Ariadne auf Naxos, Rolle: Haushofmeister (Theater Aachen)
- 2018: Die Räuber, (F.Schiller) Rolle: Daniel (Theater Aachen)
- 2018: Der Kaufmann von Venedig, (W.Shakespeare) Rolle: Gratiano (Theater Aachen)
- 2020: Die Irre von Chaillot, (Farce von Jean Giraudoux) Rolle: Jean-Hippolyte Baron von Tommard (Theater Aachen)
- 2021: Die Brüder Löwenherz, (Astrid Lindgren) Rolle: Hubert und Tengil (Theater Aachen)

- 2023: Tyll, (Daniel Kehlmann) Rolle: Claus Uhlenspiegel (Theater Aachen)

## Auszeichnungen
- 1986 Preis der Stadt Wien für die beste Regie und Darstellung im Bereich Kleinbühnen und freier Gruppen, Jury: Kritiker, Vertreter des ORF, Theaterwissenschafter, Dramaturgen der großen Wiener Bühnen, Vertreter der Stadt und des Bundes sowie der Wiener Festwochen.